# Universiteit van Liberia

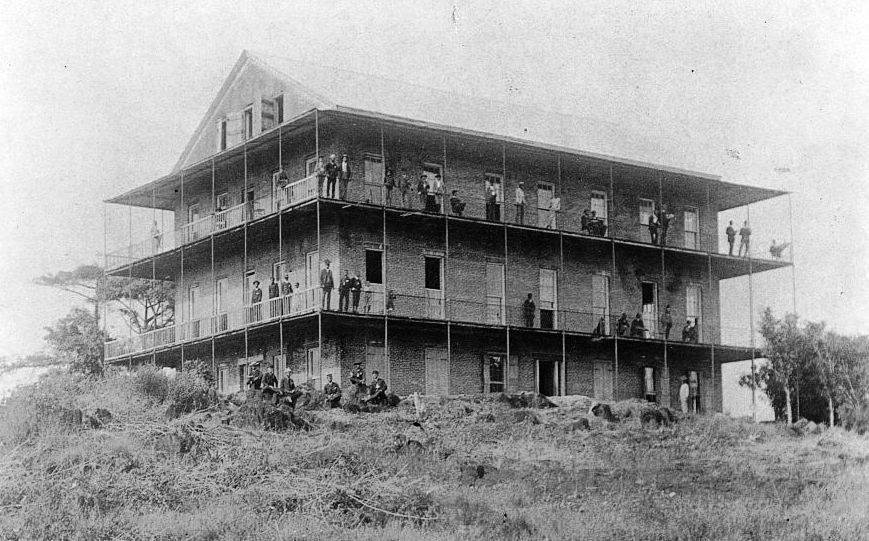
Liberia College in 1893

De Universiteit van Liberia (Engels: University of Liberia) is een (openbare) hoger onderwijsinstelling in Monrovia, Liberia.

## Geschiedenis
De universiteit werd in 1862 gesticht onder de naam Liberia College en was lange tijd het meest prestigieuze onderwijsinstituut van het land waar de leden van de Americo-Liberianen. Aanvankelijk werd het college gefinancierd door de in de Amerika gevestigde Trustees of Donations for Education in Liberia en de New York State Colonization Society. In 1878 werd het college een openbare onderwijsinstelling en sindsdien draagt de regering de verantwoordelijkheid van de financiën. In 1951 werd een wet aangenomen die de Liberia College omvormde tot de Universiteit van Liberia. Aanvankelijk kende het college maar een beperkt aantal faculteiten (rechtswetenschappen, godgeleerdheid, letteren), maar later kwamen daar veel meer faculteiten bij (o.m. land- en bosbouw, medicijnen). In 1979, 1984 en 1990 was de universiteit gesloten vanwege onlusten in het land en de Eerste Liberiaanse Burgeroorlog en haar nasleep. Vanwege de burgeroorlog verleende de universiteit tussen 1989 en 1996 geen academische graden.
Onder de bekende alumni van de universiteit bevinden zich tal van presidenten, vicepresidenten, ministers, diplomaten e.d. Een bekend hoofd van het toenmalige Liberia College was Dr. Edward Wilmot Blyden (1832-1912), de bekende onderwijsdeskundige en intellectueel.